# Stellmacherei

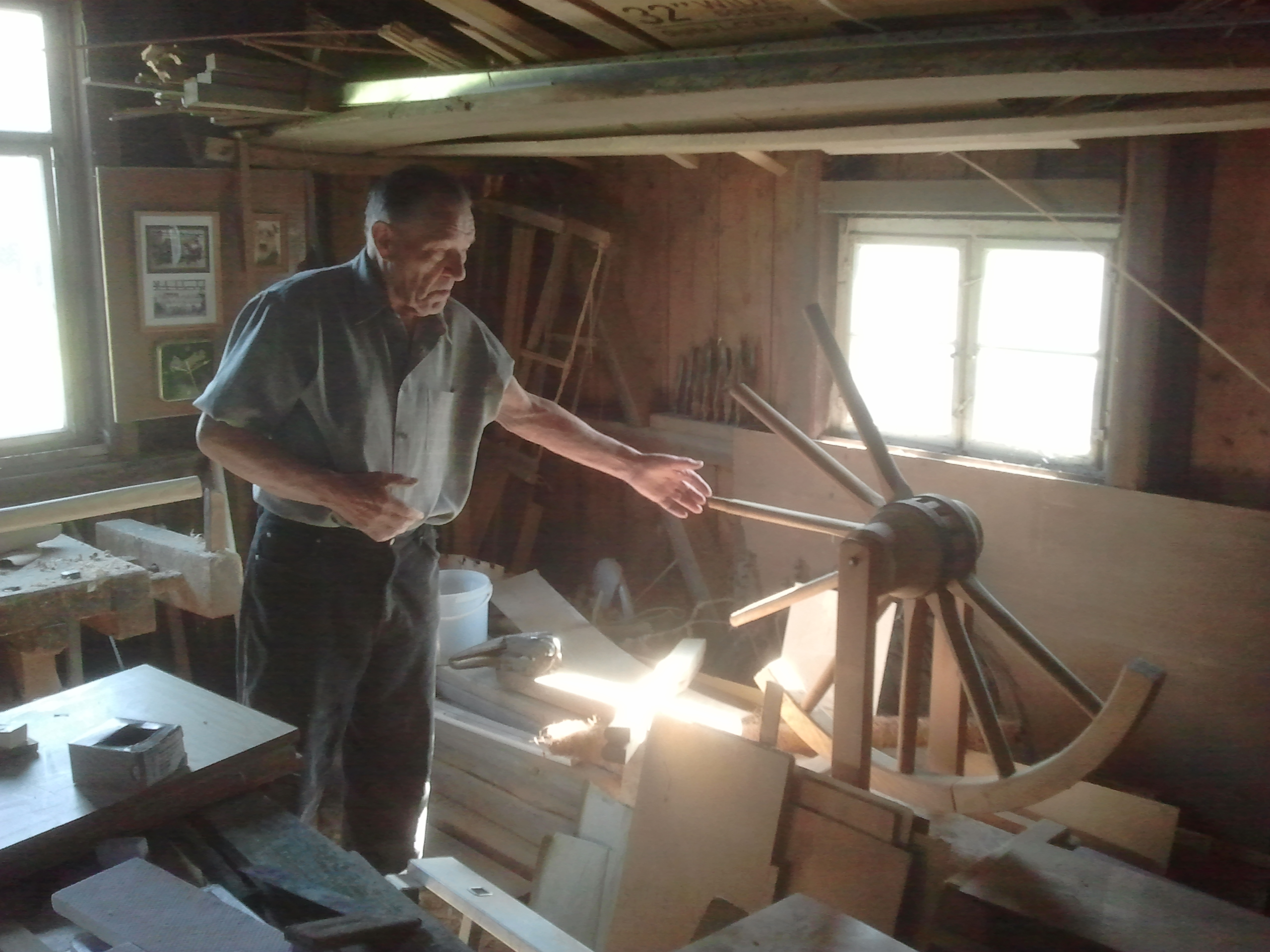
Stellmachermeister beim Bau eines Wagenrads

Die Stellmacherei (auch Wagnerei) ist die Werkstatt eines Stellmacher (oder Wagner) genannten Handwerkers, der Räder, Wagen und andere landwirtschaftliche Geräte aus Holz herstellt. 

## Berufsbezeichnung
Die Bezeichnung des Berufs ist regional unterschiedlich, wobei Stellmacher, eine Kürzung aus Gestellmacher, eher im Norden verwendet wird, im Süden und in der Schweiz dagegen Wagner. Daneben sind auch Benennungen in den Mundarten zu finden, die auf Rad(e)macher (niederdeutsch: Radmaker), Rädermacher, Achsenmacher oder Axmacher zurückgehen. Dabei handelte es sich ursprünglich um unterschiedliche Berufe: Der Stellmacher oder der Wagner fertigt das Gestell des Wagens, der Radmacher die Räder. Heute bezeichnen die Berufsbezeichnungen jedoch vorwiegend dieselbe Tätigkeit.
Beim Kutschenbau war der Wagner für die Karosserie zuständig, der Radmacher dagegen fertigte die Räder, deren Herstellung allein vergleichbaren Aufwand und Fachwissen benötigte wie die der Karosserien.

## Geschichte

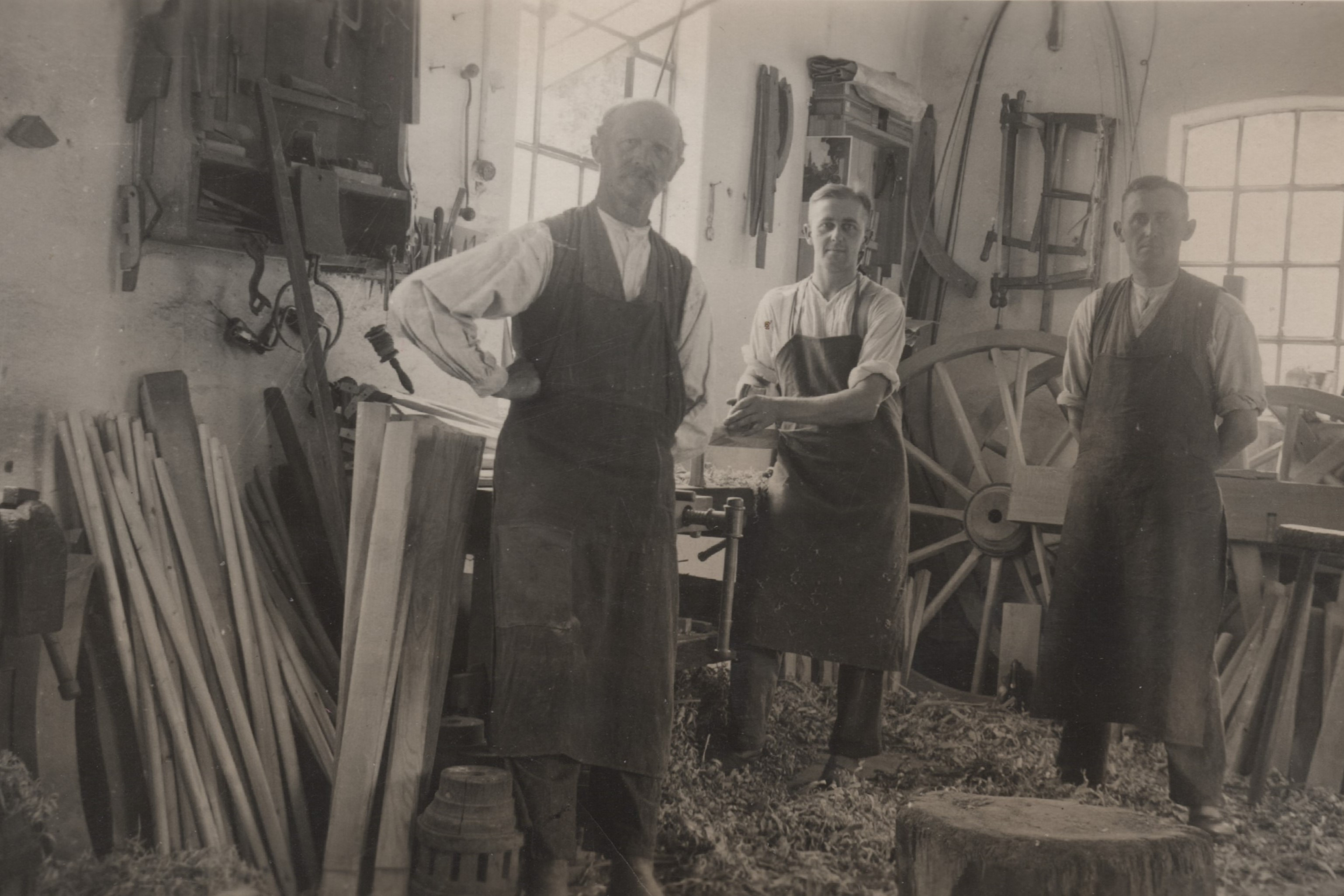
Drei Stellmachermeister der Familie Drögemüller in ihrer Stellmacherei (um 1930 in Böddenstedt)

Mit dem Aufkommen der Eisenbahn im späten 19. Jahrhundert waren die Fertigkeiten der Stellmacher als Waggonbauer begehrt. Ihre Kenntnisse benötigte man später auch im Karosseriebau der Autohersteller.
Nachdem in vielen Dörfern ganze Häuserreihen abbrannten, wurden im 18. Jahrhundert unter Pfalzgraf Karl IV. der Verhütung eines Feuerbrandes dienende, strenge Anordnungen erlassen, in denen auch das allabendliche Beseitigen von Spänen in den Werkstätten der Wagner geregelt war.
Mit der Einführung luftbereifter „Gummiwagen“ mit Stahl-Leiterrahmen und Pritsche oder Kippbrücke sowie im Pkw-Bau punktgeschweißte Ganzstahlkarosserien verlor die Stellmacherei nach dem Zweiten Weltkrieg ihre Bedeutung.

## Heute

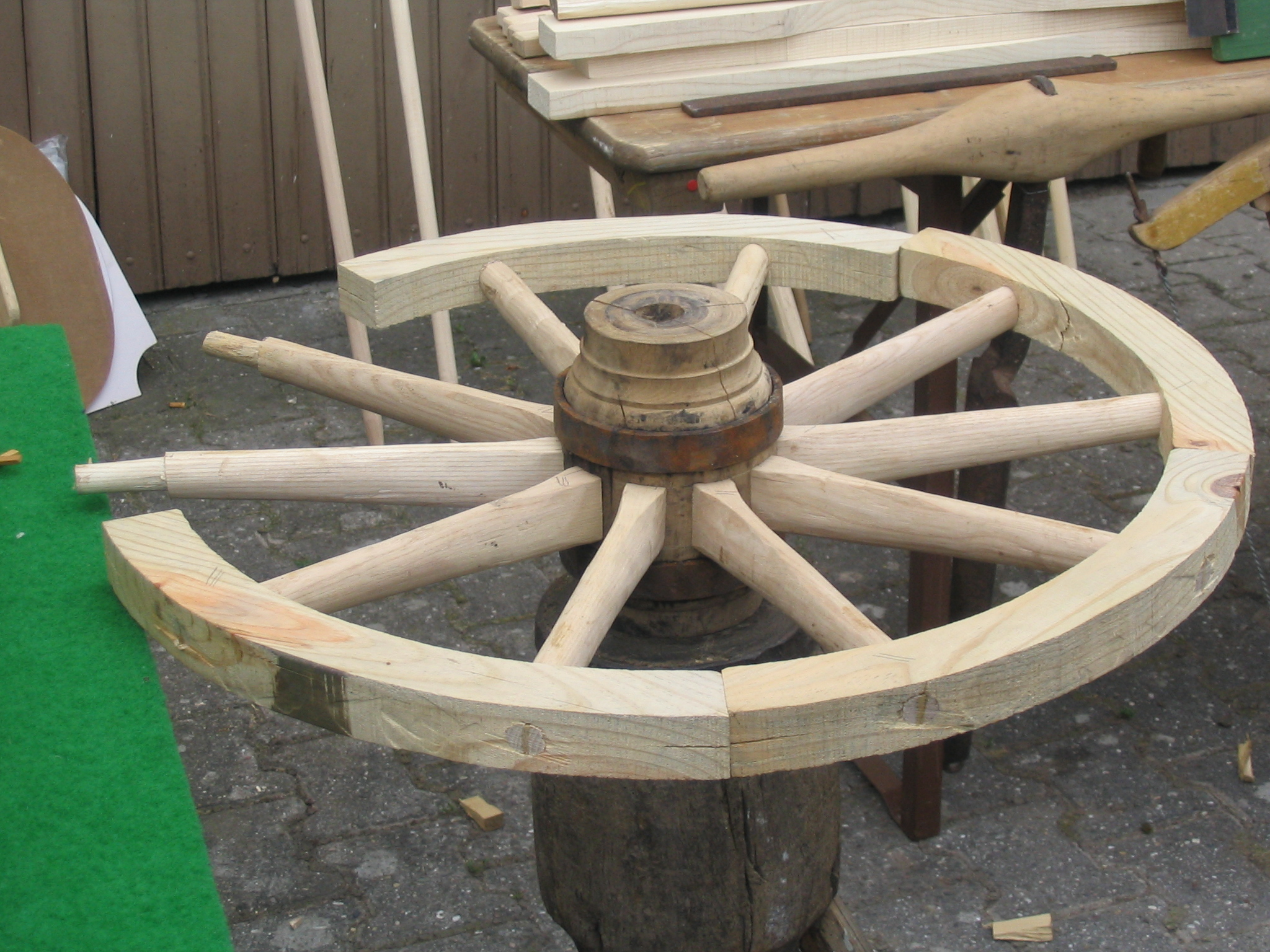
Entstehendes Holzrad

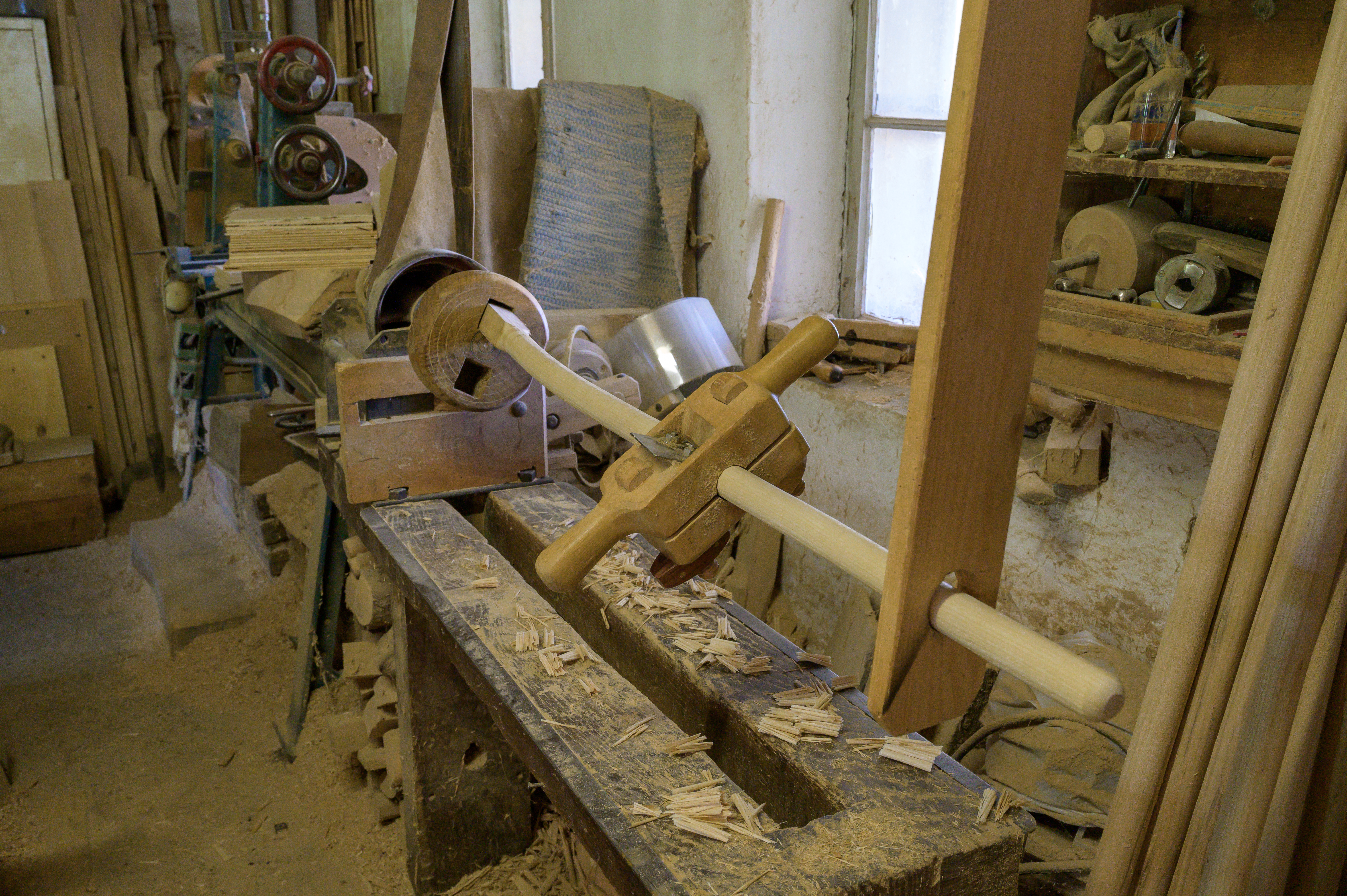
Schaufelstiel in Arbeit

Heute gehört der Stellmacher zu den aussterbenden Berufen, führt aber in bestimmten handwerklich ausgerichteten Betrieben noch ein Nischendasein. Besonders im bäuerlichen Umfeld war der Stellmacher in der DDR noch bis zur Wende ein üblicher Beruf, dem vor allem in Landwirtschaftlichen Produktionsgenossenschaften und Volkseigenen Betrieben allerlei holzverarbeitende Aufgaben zukamen, z. B. das Anfertigen von großen Holztoren, Gerätschaften oder Holzaufbauten von sonderangefertigten Spezialmaschinen, aber auch Karussellen oder traditionellen Holzwagen für bäuerliche Festlichkeiten.

## Museumsstellmacher
In der Museumsstellmacherei Langenrehm wird das traditionelle Stellmacherhandwerk im Museumsbetrieb erhalten: Die Werkstatt ist original im Zustand von 1930 erhalten, alle Maschinen sind voll funktionstüchtig. An den Öffnungstagen führt der Stellmacher das Handwerk vor und fertigt vor Besuchern Räder, Wagen und Karren aus Holz. Die Ausstellung im Wohnhaus zeigt das Familienleben auf dem Stellmacherhof um das Jahr 1930.